# Baishui Hu
Baishui Hu är en sjö i Kina. Den ligger i provinsen Jiangxi, i den sydöstra delen av landet, omkring 120 kilometer norr om provinshuvudstaden Nanchang. Baishui Hu ligger 17 meter över havet. Arean är 1,4 kvadratkilometer. Trakten runt Baishui Hu består till största delen av jordbruksmark. Den sträcker sig 2,2 kilometer i nord-sydlig riktning, och 1,2 kilometer i öst-västlig riktning.
Genomsnittlig årsnederbörd är 2 094 millimeter. Den regnigaste månaden är maj, med i genomsnitt 371 mm nederbörd, och den torraste är januari, med 69 mm nederbörd.